# هيدروجين أزرق

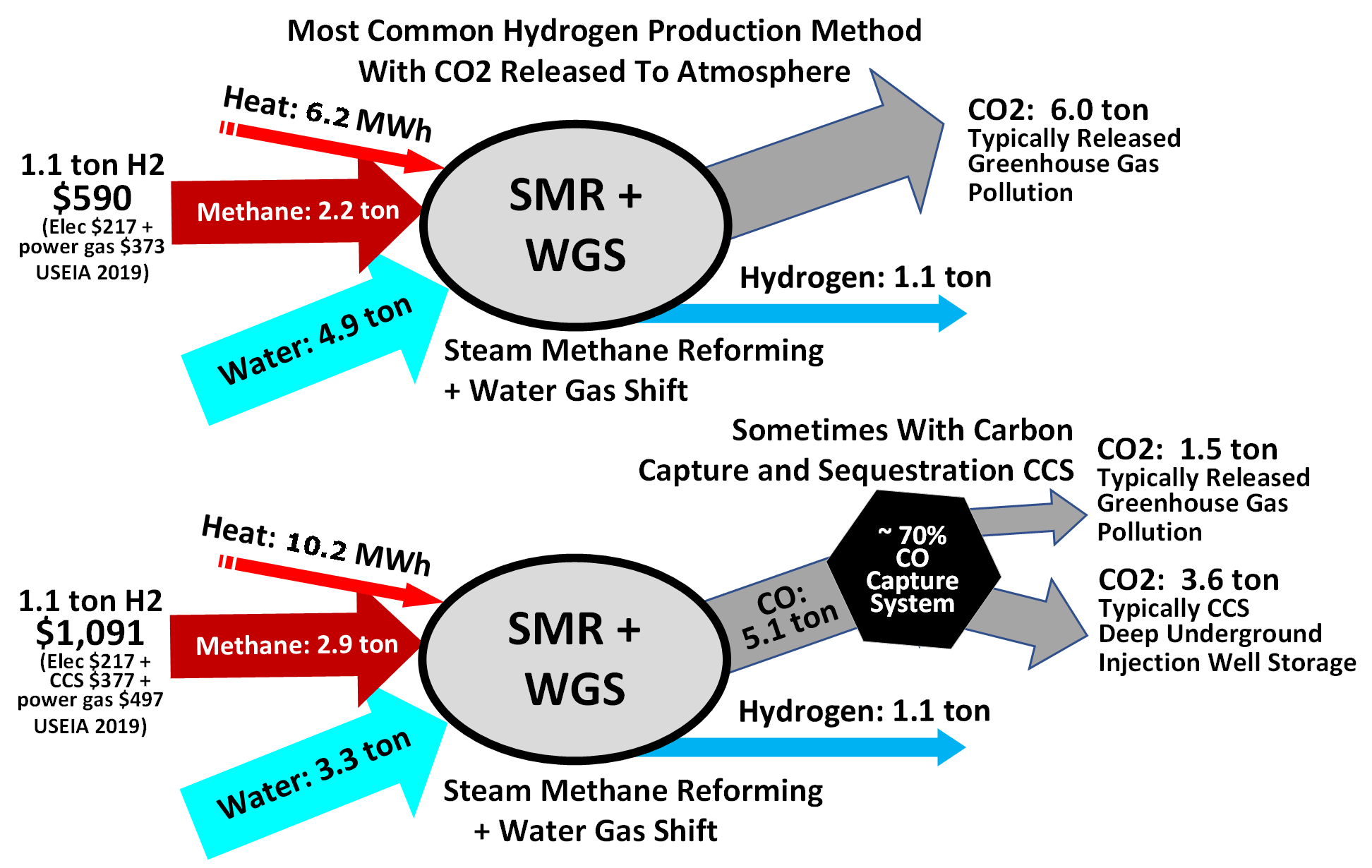
توضيح مدخلات ومخرجات إعادة التشكيل البخاري للغاز الطبيعي ، وهي عملية لإنتاج الهيدروجين. اعتبارًا من عام 2020 ، لم تعد خطوة عزل الكربون قيد الاستخدام التجاري.

الهيدروجين الأزرق يُشتق الهيدروجين الأزرق من الغاز الطبيعي من خلال عملية إعادة تشكيل غاز الميثان بالبخار (إصلاح البخار).

## نبذة
يخلط الغاز الطبيعي مع بخار شديد السخونة، في وجود محفز، حيث ينتج تفاعل كيميائي
بين الهيدروجين وأول أكسيد الكربون. يضاف الماء إلى الخليط لتحويل أول أكسيد الكربون لثاني أكسيد الكربون وخلق المزيد من الهيدروجين.
حيث يتم امتصاص انبعاثات ثاني أكسيد الكربون الناتجة وتخزينها تحت الأرض باستخدام الكربون بواسطة تقنية الالتقاط والاستخدام والتخزين (التقاط الكربون واستخدامه)، تترك هيدروجينًا نقيًا تقريبًا.

## الخصائص
يعد تصنيع الهيدروجين الأزرق على نطاق واسع خطوة مبكرة أساسية في الحد من انبعاثات ثاني أكسيد الكربون العالمية، وتمكين الأرض من تحقيق صافي انبعاثات صفرية.
إن تقنية الهيدروجين منخفض الكربون المبتكرة (LCH)، جاهزة للاستخدام وتسمح بإنتاج الهيدروجين الأزرق على نطاق واسع. نسميه هيدروجين منخفض الكربون لأنه عندما يتم إنتاج الهيدروجين، يمكن التقاط ثاني أكسيد الكربون الناتج إلى جانبه بكفاءة وفعالية من حيث التكلفة. يمكن نقل ثاني أكسيد الكربون الذي تم التقاطه وتخزينه باستخدام التقاط الكربون واستخدامه وتخزينه (CCUS). التقاط الكربون واستخدامه وتخزينه هي عملية لتخزين كميات هائلة من ثاني أكسيد الكربون في التكوينات الجيولوجية أو الاستفادة من البنية التحتية للنفط والغاز التي تم إيقاف تشغيلها. ولهذا السبب، فهي عملية مناسبة لبعض المناطق الجغرافية والجيولوجية لسنوات عديدة قادمة، على سبيل المثال في المملكة المتحدة والولايات المتحدة الأمريكية والمملكة العربية السعودية والكويت وباقي دول الخليج العربي.

## المميزات
حقائق عن الهيدروجين الأزرق:
- الطريقة الأكثر شيوعاً واقتصادية لإنتاج الهيدروجين.
- عند استخدامه مع CCUS (التقاط الكربون واستخدامه وتخزينه)، ينتج الهيدروجين الأزرق ما يقرب من الصفر.